# Jowisz (telewizor)
Jowisz – pierwszy telewizor kolorowy opracowany i produkowany w Polsce od 1973 roku (proponowana nazwa „PAW” - „Pierwszy Aparat Wielobarwny” – nie przyjęła się, ze względu na wątpliwe skojarzenia). Wcześniej zakłady WZT składały telewizory radzieckie – Rubin 7xx, 202p i inne). 
Układ wykonany na elementach półprzewodnikowych (diody, tranzystory, tyrystory i układy scalone). Przystosowany do pracy w systemie SECAM. Odbiornik odbierał stacje w pasmach I–V,  przy częstotliwości różnicowej fonii 6,5 MHz. Wyposażony był w 22" (56 cm) kineskop systemu PIL (A56-611X). Odbiornik ten produkowano prawie w całości (z wyjątkiem kilku układów scalonych i linii opóźniającej CV20 prod. NRD) z elementów wytwarzanych w Polsce (jedynie w początkowym okresie produkcji stosowano w nim importowane powielacze). Osobliwością tego odbiornika było zastosowanie przetwornicy zasilającej pracującej synchronicznie z tyrystorowym układem odchylania poziomego, co sprawiało problemy serwisantom. Przyczyną częstych awarii bloku odchylania oprócz tyrystorów były wysokonapięciowe kondensatory KFMP, powielacze oraz zbyt blisko poprowadzone ścieżki druku, co powodowało przebicia i wypalanie płyty głównej bloku. Oryginalnym rozwiązaniem było także zastosowanie sensorowego (dotykowego) rezystancyjnego przełącznika kanałów, co przy dużej wilgotności powietrza powodowało trudności ze zmianą odbieranego kanału.
Odbiornik produkowano w kilku wersjach 04 i 05 (różniące się obudową), TC500 (posiadał układ odchylania taki jak Jowisze 04/05, natomiast blok sygnałowy pochodził od Heliosa). Odbiornik Jowisz charakteryzował się dobrymi parametrami eksploatacyjnymi i wysoką trwałością, zwłaszcza lampy kineskopowej. Jednym z konstruktorów tego telewizora był mgr inż. Jerzy Kania. Następcą Jowisza był telewizor Helios, w którym wyeliminowano większość błędów konstrukcyjnych poprzednika.